# Климатска правда
Климатска правда је термин који се користи за уоквиравање и повезивање глобалног загријавања као етичко и политичко питање, а не као искључиво питање еколошке природе. Ово се постиже повезивањем утицаја климатских промена на животну средину са концептима праведности, еколошке правде и социјалне правде, и испитивањем питања као што су једнакост, људска права, колективна права и историјске одговорности за климатске промјене. Основна претпоставка климатске правде је да они који су најмање одговорни за климатске промјене трпе најтеже посљедице.
Израз климатска правда такође се користи да означи покрет унутар права везаних на питања климатских промјена. У извештају програма Уједињених нација за животну средину 2017. године идентификовано је 894 текућих правних поступака широм света. Крајем 2018. године почела је низ школских штрајкова поводом климе широм света, инспирисана првобитним протестом Грете Тунберг у Шведској.

## Историја термина
Већ 2000. године, за време трајања шестог састанка поводом Оквирне Конвенције УН о климатским променама, први Самит о климатској правди одржан је у Хагу. Овај самит је имао за циљ „потврдити да су климатске промјене питање права” и „изградити савезе преко држава и граница” против климатских промјена и подржати одрживи развој.
Након тога, у августу и септембру 2002. године, међународне еколошке групе су се састале у Јоханезбургу на Земаљском самиту. На овом самиту, такође познат као Рио + 10, јер је дошло десет година након 1992. Земаљског самита су усвојени Бали принципи климатске правде.
Године 2004, Дурбан група за климатску правду формирана 2004 године на међународном састанку у Дурбану у Јужној Африци. Овдје су представници невладиних организација разговарали о реалним политикама за рјешавање климатских промјена.
На конференцији у Балију 2007. године, глобална коалиција Климатска правда одмах! је основана, а 2008. године Глобални хуманитарни форум се фокусирао на климатску правду на свом инаугуралном састанку у Женеви.
Мрежа за климатску правду је 2009. формирана током предстојећег самита у Копенхагену. Он је предложио грађанску непослушност и директну акцију током самита, а многи активисти у области климе користили су слоган „промјена система, а не климатске промјене”.

## Контроверзе
Спорно питање у расправама о климатској правди је степен до ког се капитализам посматра као њен главни узрок. Ово питање често доводи до фундаменталних неслагања између, с једне стране, либералних и конзервативних еколошких група и, с друге стране, левичарских и радикалних организација. Док први често окривљују ексцесе неолиберализма за климатске промјене и заговарају тржишну реформу, ова друга гледају на капитализам са својим експлоатативним особинама као на централно питање.

## Правна питања везана за питања климатских промјена
Десет породица из европских земаља, Кеније и Фиџија је 2018. године поднијело је тужбу против Европске уније због пријетњи њиховим домовима које производе гасови стаклене баште.

### Против држава

#### Холандија
Холандски адвокат Рогер Кокс предложио је судској интервенцији како би се натерала акцију против климатских промјена. У 2013, Фондација Ургенда, са 900 тужилаца, поднела је 2013 године тужбу против холандске владе „због тога што није предузела довољне мјере за смањење емисије гасова стаклене баште који узрокују опасне климатске промјене”. Окружни суд у Хагу је 2015. одлучио је у користи фондације Ургенда. Описана је као „преседанска пресуда”  и као „први свјетски одјел за одговорност према климатским промјенама”.
Према ријечима Џејмса Торнтона, извршног директора клијента Земље, "најупечатљивије, он се у основи заснива на успостављеној науци и древном принципу владине дужности бриге. То образложење је примјењиво у сваком правном систему и сигурно ће га користити судови у другим земљама. 2018. године, призивни суд у Хагу потврдио је пресуду којом се преседан поставља, што натера низоземску владу да појача своје напоре за сузбијање емисије гасова стаклене баште у Холандији.
Након пресудне пресуде Холандије 2015. године, групе у другим земљама покушале су исти судски приступ. На пример, групе су отишле на суд како би заштитиле људе од климатских промена у Белгији, Индији, Новом Зеланду, Норвешкој, Јужној Африци, Швајцарској  и Уједињеним нацијама Државе.

### Против корпорација
У Сједињеним Државама, Пријатељи земље, Греенпис заједно са градовима Болдер, Аркејта и Оукланд успели су на суду против Извозно-увозне банке САД и Корпорације за прекоморске инвестиције (јавно предузећа) које су оптужене за финансирање пројеката на фосилна горива штетне за стабилну климу (случај покренут 2002. године и ријешен 2009. године).
У 2016. години, владин орган на Филипинима (Комисија за људска права) покренуо је званичну истрагу о климатским промјенама против 47 највећих свјетских произвођача угљика.
Такође у Сан Францисцу, Оукланду и други обалним општинама у Калифорнији су 2017 тужиле више компанија за фосилна горива за повећање нивоа мора. Године 2018, град Њујорк је објавио своју намеру да пријави пет фирми за фосилна горива (БП, Ексон мобил, Шеврон, Конокофиллипс и Шел) федералном суду због њиховог доприноса климатским промјенама.